# Racey-Zwergfledermaus
Die Racey-Zwergfledermaus (Pipistrellus raceyi) ist eine Fledermausart der Gattung der Zwergfledermäuse (Pipistrellus) und kommt endemisch auf Madagaskar vor. Sie wurde im Jahr 2006 wissenschaftlich erstbeschrieben und benannt. Die Endo-Zwergfledermaus (Pipistrellus endoi), die Mount-Popa-Zwergfledermaus (Pipistrellus paterculus) und die Japanische Zwergfledermaus (Pipistrellus abramus), die in Ostasien vorkommen, sind eng mit der Racey-Zwergfledermaus verwandt, die Vorfahren der Art kamen daher wahrscheinlich aus Asien. Die Hauptunterscheidungsmerkmale zwischen diesen Arten bestehen im Aufbau der Hände, des Schädels und der männlichen Geschlechtsorgane.
Die Racey-Zwergfledermaus wurde in Madagaskar an vier Orten nachgewiesen, von denen jeweils zwei im östlichen und zwei im westlichen Flachland liegen. Im Osten wurde die Art in landwirtschaftlich geprägten Bereichen gefunden, während sie im Westen in Trockenwaldgebieten vorkommt. Aufgrund der unzureichenden Daten über die Lebensweise und die Bestandsgröße wird die Art von der International Union for Conservation of Nature and Natural Resources (IUCN) als „Data Deficient“ ohne Gefährdungseinstufung geführt.

## Merkmale

### Allgemeine Merkmale
Die Racey-Zwergfledermaus ist eine kleine bis mittelgroße Zwergfledermaus. Das lange Fell ist auf der Oberseite rötlich braun gefärbt, wobei der Kopf etwas dunkler ist. Die Unterseite ist gelblich braun. Die Drüsenschwellungen auf der Schnauze nahe der Nase sind unbehaart. Die dunklen, kurzen und abgerundeten Ohren besitzen drei bis fünf Falten. Der halbmondförmige Tragus ist etwa halb so lang wie das Ohr und weist eine leichte Verengung auf der Rückseite der Basis auf.
Die Flügel sind dunkel gefärbt. Der dritte bis fünfte Mittelhandknochen sind etwa gleich lang, während der erste Fingerknochen des dritten Fingers kurz ist – im Gegensatz zur Endo-Zwergfledermaus, bei der dieser Knochen länger ist. Die Racey-Zwergfledermaus hat kurze Schienbeine und kleine Füße und der Schwanz ist kürzer als Kopf und Körper des Tieres. Die Unterarmlänge beträgt 28 bis 31,2 Millimeter, die Schwanzlänge 22,9 bis 30,3 Millimeter. Die Fußlänge beträgt 5,3 bis 7,5 Millimeter und die Ohrlänge 7,5 bis 10,6 Millimeter bei 13 vermessenen Individuen. Die Weibchen sind dabei etwas größer als die Männchen.

### Genitalmerkmale
Die Männchen haben einen langen, geraden Penis mit einem Knoten zwischen dem Penisschaft und der schmalen, eiförmigen Glans penis. Er hat eine Länge von 9,6 bis 11,8 Millimeter, der Penisknochen (Baculum) erreicht eine Länge von 8,8 bis 10,0 Millimeter. Nahe dem Ende ist der Penis behaart, während die Basis unbehaart ist. Der Schaft des Penisknochens ist lang, schmal und leicht gebogen. Durch die Länge des Penis und des Penisknochens unterscheidet sich Pipistrellus raceyi von allen Glattnasen vergleichbarer Größe in Afrika und auf Madagaskar. Die Endo-Zwergfledermaus, die Mount-Popa und Pipistrellus abramus haben einen ähnlichen Penisknochen, wobei der von Pipistrellus abramus stärker gebogen ist, bei Pipistrellus paterculus sind der Schaft und die Spitze und bei Pipistrellus endoi das basale Ende dicker.

### Schädel- und Zahnmerkmale
Am Schädel gibt es einen gut abgegrenzten abgesenkten Bereich in der Mitte des vorderen Teils der Schnauze, der fast den rückseitigen Rand der großen, V-förmigen Nasenöffnung berührt. Neben der Öffnung befinden sich zwei erhöhte Bereiche über den Schneidezähnen. Die Jochbögen sind schlank. Der Überaugenwulst ist gut ausgebildet. Die Japanische Zwergfledermaus, die Mount-Popa-Zwergfledermaus und die Endo-Zwergfledermaus besitzen eine flachere Schnauze und weniger prominente Überaugenwülste. Der Hirnschädel hat eine durchschnittliche Größe und trägt einen nur schwach ausgebildeten Sagittalkamm. Der Hinterhauptschädel ist konvex ausgebildet. Die Seiten der konkaven Gaumen sind etwa parallel.
| 2 | · | 1 | · | 2 | · | 3 | = 34 |
| 3 | · | 1 | · | 2 | · | 3 | = 34 |

Die Art besitzt zwei Schneidezähne (Incisivi), einen Eckzahn (Caninus), zwei Vorbackenzähne (Praemolares) und drei Backenzähne (Molares) in einer Oberkieferhälfte sowie drei Schneidezähne, einen Eckzahn, zwei Vorbackenzähne und drei Backenzähne in einer Unterkieferhälfte. Insgesamt besitzen die Tiere 34 Zähne. Da die Vorfahren der Art in der Entwicklung den ersten oberen Schneidezahn sowie jeweils die ersten und dritten Vorbackenzähne des ursprünglichen Säugergebisses verloren haben, werden die Schneidezähne als I2 und I3 (I steht für Incisivus) und die Vorbackenzähne als P2 und P4 (P steht für Praemolares) bezeichnet. Der obere I2 hat eine gut ausgebildete zweite Zahnspitze neben der Hauptspitze und I3 erreicht ungefähr die Höhe dieser Nebenspitze. Der kurze obere Eckzahn besitzt nur eine Spitze. P2 steht im Vordergrund und ist leicht in Richtung der Innenseite der Zahnreihe verdrängt. P4 berührt den Eckzahn nicht. Der erste und der zweite obere Backenzahn (M1 und M2) sind etwa gleich groß, der dritte (M3) ist kleiner. Jeder der unteren Schneidezähne besitzt drei Spitzen und der dritte (i3) kann den unteren Eckzahn (c1) berühren. Dieser hat eine zweite Spitze, die höher ist als der i3. Der p2 berührt die Rückseite des Eckzahns und besitzt zwischen 59 und 100 % der Zahnfläche des zweiten Vorbackenzahnes (p4). Bei den ersten beiden unteren Backenzähnen (m1 und m²) ist die hintere Gruppe der Zahnspitzen (talonid) größer als die vordere (trigonid), und m³ ist kleiner als die beiden anderen Backenzähne.

## Verbreitung und Lebensraum

Fundorte von Pipistrellus raceyi auf Madagaskar

Die Racey-Zwergfledermaus wurde in Madagaskar an vier Orten nachgewiesen, von denen jeweils zwei im östlichen und zwei im westlichen Küstenbereich liegen. Alle Fundorte befanden sich im Flachland unter 80 Meter Höhe.
Ein Nachweisgebiet im Osten liegt bei Kianjavato, einer von Ackerland und Sekundärwald umgebenen ländlichen Gemeinde, wo Pipistrellus raceyi beim Verlassen einer Höhlung in einer Betonwand eines Hauses sowie in einem Japannetz über einem Fluss gefangen wurde. Der andere östliche Fundort ist in Tampolo, er befindet sich in einem stark landwirtschaftlich geprägten Gebiet. Die beiden westlichen Fundorte, Kirindy und Mikea, liegen im Trockenwald. In Kirindy wurde zudem die Fledermausart Hypsugo anchietae nachgewiesen. Das tatsächliche Verbreitungsgebiet von Pipistrellus raceyi ist wahrscheinlich größer als derzeit bekannt.

## Lebensweise
Zur Lebensweise und Fortpflanzung dieser Fledermaus liegen nur sehr wenige Daten vor. Über die Ernährung ist nichts bekannt – wie die meisten anderen Glattnasen ernährt sich auch diese Art wahrscheinlich von kleinen Fluginsekten, die sie fliegend erbeutet.
Die Jungtiere werden wahrscheinlich zu Beginn der Regenzeit im November und Dezember geboren, wenn reichlich Nahrung vorhanden ist. Sechs Individuen wurden in ihrem Quartier in Kianjavato gefangen, von diesen war nur eines männlich. Die Erstbeschreiber schlossen daraus, dass die Art wahrscheinlich polygyn ist und Gruppen von einzelnen Männchen mit mehreren Weibchen bildet.

## Forschungsgeschichte und Systematik
Die Taxonomie der kleinen Glattnasen (Vespertilionidae) in Madagaskar war seit den ersten Nachweisen im Jahr 1905 unklar. In dem Jahr beschrieben Oldfield Thomas und sein Mitarbeiter Harold Schwann die Art Vespertilio matroka, die Paul Bates und seine Kollegen als Neoromicia matroka gemeinsam mit einigen anderen Arten in die Gattung Neoromicia einordnen. Obwohl in den folgenden Jahren mehrere Arten von Zwergfledermäusen nachgewiesen wurden, blieb ihr Status vor allem aufgrund der fehlenden Präparate weitgehend unbekannt. Eine Art mit Ähnlichkeiten zu südostasiatischen Arten haben Martin Göpfert und Kollegen 1995 nachgewiesen und der „pipistrellus-Gruppe“ zugeordnet. 2006 berichteten Paul Bates und seine Kollegen über eine Sammlung von 44 madagassischen Glattnasen, die das Harrison Institute erhalten hatte. Diese enthielt mehrere erstmals auf Madagaskar nachgewiesene Fledermausarten sowie eine wissenschaftlich gänzlich unbekannte Art der Zwergfledermäuse. Diese Art wurde 2006 als Pipistrellus raceyi beschrieben.
Der Artname raceyi wurde zu Ehren des Fledermausforschers Paul Adrian Racey gewählt. Die Forscher gaben der Fledermaus zudem den englischen Trivialnamen "Racey's pipistrelle bat", zu Deutsch „Raceys Zwergfledermaus“. In einem Artikel von 2007 erwähnte Steven Goodman diese Art als Teil einer Schar neu beschriebener Fledermausarten von Madagaskar; die Anzahl der für Madagaskar bekannten Arten stieg von 27 im Jahr 1995 auf 37 im Jahr 2007.
Pipistrellus raceyi ähnelt den asiatischen Arten Pipistrellus endoi, Pipistrellus paterculus und Pipistrellus abramus. Bates und seine Mitarbeiter stellten die Hypothese auf, dass sie mit ihnen nahe verwandt ist. Falls sich dies als korrekt herausstellt, kamen die Vorfahren von Pipistrellus raceyi aus Asien und nicht aus Afrika wie der Großteil der restlichen Fledermausfauna der Insel. Pipistrellus raceyi teilt diese Besonderheit mit wenigen weiteren madagassischen Fledertierarten wie dem Madagaskar-Flughund (Pteropus rufus) und den beiden auf Madagaskar nachgewiesenen Arten der Gattung Emballonura.

## Bedrohung und Schutz
Aufgrund der unzureichenden Daten über die Lebensweise und die Bestandsgrößen wird die Art von der International Union for Conservation of Nature and Natural Resources (IUCN) als „Data Deficient“ ohne Gefährdungseinstufung geführt. Alle Fundorte befinden sich in der Nähe von Waldgebieten, in denen Waldschutzmaßnahmen umgesetzt werden. Dies könnte aber in Anbetracht der wenigen gefundenen Individuen auch Zufall sein. Der Verlust von Wald könnte eine Bedrohung für die Art darstellen.

## Belege
1. 1 2  Bates et al., 2006, S. 302
2. 1 2 3 4 5 6  Bates et al., 2006, S. 304
3. 1 2  Bates et al., 2006, S. 309
4. 1 2  Bates et al., 2006, table 1
5. 1 2  Bates et al., 2006, S. 305
6. ↑  Bates et al., 2006, S. 306–307
7. ↑  Bates et al., 2006, S. 307, 309
8. ↑  Bates et al., 2006, S. 302, 304–305; Hill and Harrison, 1987, S. 238
9. ↑  Bates et al., 2006, S. 309, 311; Goodman, 2007, S. 14
10. 1 2  Bates et al., 2006, S. 311
11. 1 2  Bates et al., 2006, S. 299–300; S. 313
12. ↑  Bates et al., 2006, S. 301
13. ↑  Goodman, 2007, S. 13
14. ↑  Bates et al., 2006, S. 321
15. ↑  Pipistrellus raceyi in der Roten Liste gefährdeter Arten der IUCN 2011. Eingestellt von: Jenkins, R. K. B., Rakotoarivelo, A. R., Ratrimomanarivo, F. H. & Cardiff, S. G., 2008. Abgerufen am 19. Dezember 2011.